# كرايغ بليزر
كرايغ بليزر (بالإنجليزية: Craig Blazer)‏ هو لاعب كرة قدم أمريكي في مركز حراسة المرمى، ولد في 1969 في سينسيناتي في الولايات المتحدة.